# Францишек Жмурко
Франци́шек (Франці́шек) Жму́рко (пол. Franciszek Żmurko; 18 липня 1859, Львів — 9 жовтня 1910, Варшава) — польський художник, портретист, представник академічного живопису.

## Життєпис
Народився 18 липня 1859 року у місті Львові (тепер Україна). Спочатку навчався у Львові під керівництвом польського художника Францішека Тепи, з 1874 — у Краківській академії образотворчих мистецтв, був учнем Яна Матейка. У 1876 студіював у Відні, згодом їде до Мюнхена, де вступає до Академії красних мистецтв і навчається під керівництвом Олександра Вагнера. З 1880 року працював у Кракові та Львові, з 1882 жив і працював у Варшаві. Помер у 51 рік через хворобу серця.

Батько Францишека був математиком, професором Львівської політехніки та Львівського університету, очолював кафедру математики в Технічній академії у Львові.
Помер у Варшаві 9 жовтня 1910 року.

## Творчість

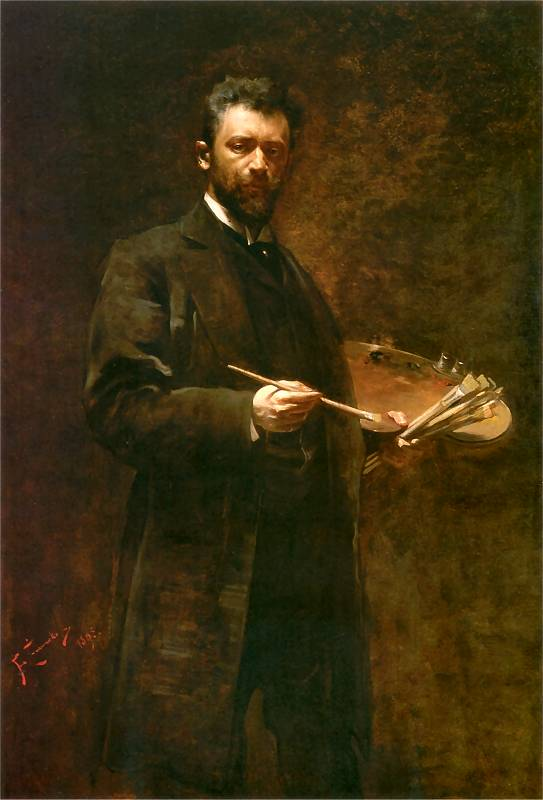
Автопортрет з палітрою, 1888

Художник був представником академічного живопису. Сюжетами його картин були композиції з античної історії, релігійні та символічні теми, сентиментальні та еротичні зображення жінок. Пізні роботи митця характеризуються відходом від академічно правильного малюнка до експресії та динаміки. Художник використовував широку гаму кольорів — від стриманих до яскравих, насичених. Картини завоювали популярність публіки досить швидко, про 18-річного художника у 1880 році позитивно писав польський мистецький журнал «Tygodnik Ilustrowany».

## Перелік картин та роки написання
- «Лазар», 1877.
- «Потртрет жінки», «Портрет чоловіка», 1878
- «Зиґмунт Авґуст і Барбара Радзивілл», «Сусанна і старці», «Клеопатра», 1879.
- «Сфінкс», «Нерон над тілом Агрипини», «Смерть Месаліни», 1880.
- «За наказом падишаха», 1881.
- «Жінка з віялом», «Нубієць», 1884.
- «Інтер'єр майстерні», «Дама у капелюшку», 1887.
- «Видіння Фауста», «Сон», 1890.
- «Мавританка гострить ятаган», «Жінка з сигаретою», 1891
- «Право першої ночі», 1892
- «Вечірня пісня», «Жінка в профіль», 1893.
- «Сім смертних гріхів», «Автопортрет із палітрою», «Жіночий портрет», 1895.
- «Смуток», «Портрет молодої жінки», 1896.
- «Віфлеємська зоря», «Дама у хутрі», «Хвала жіноцтву», 1900.
- «Гетера», 1906.
- «Ідилія», 1909.
- «Казка», 1910.

## Галерея полотен

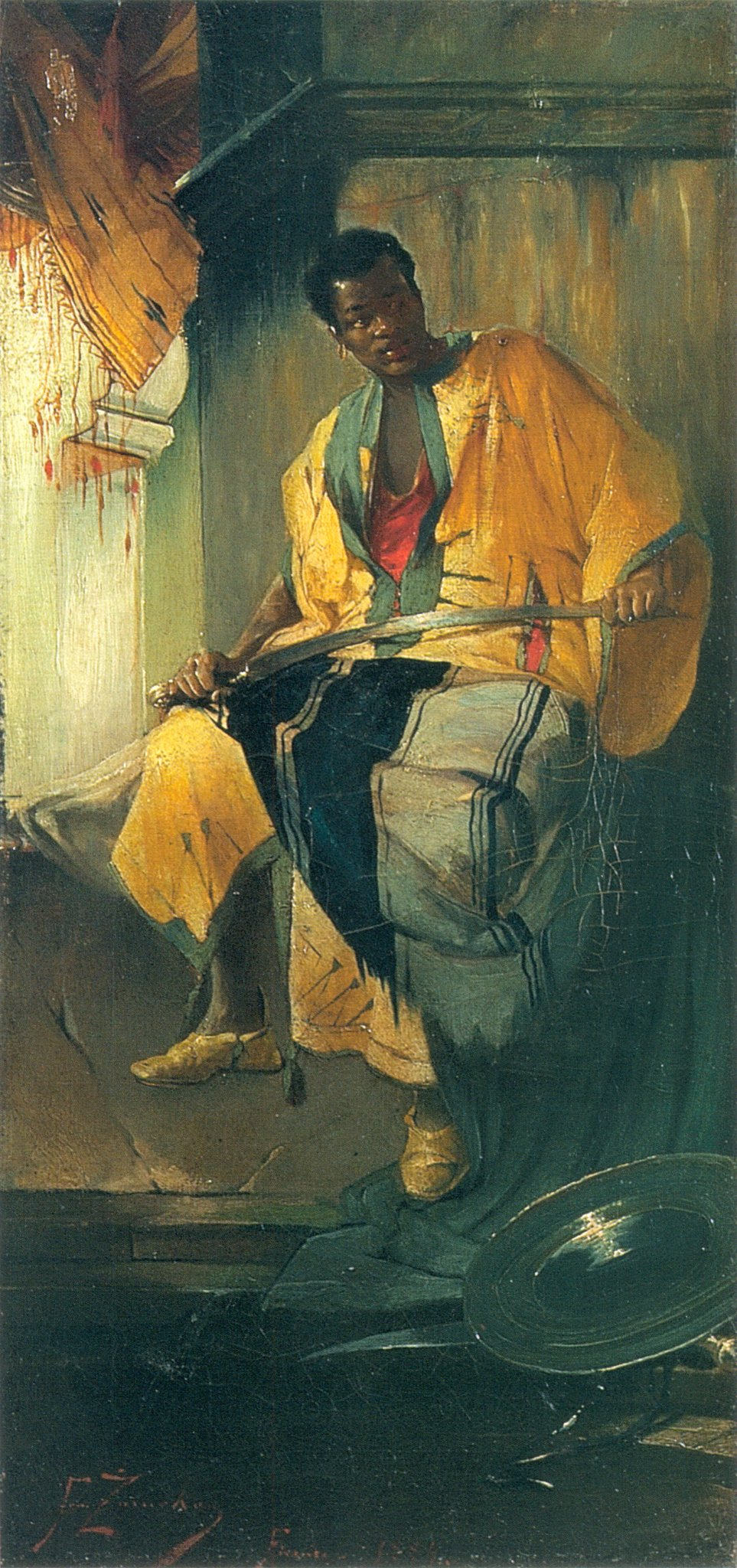
Нубієць, 1884
Дівчинка з червоними стрічками у волоссі
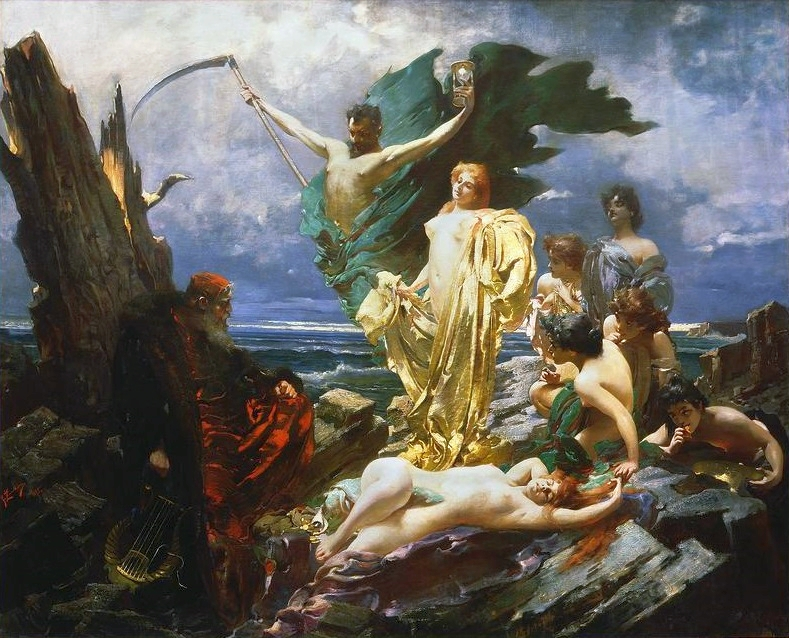
«Минуле грішника — Сім смертних гріхів», 1895
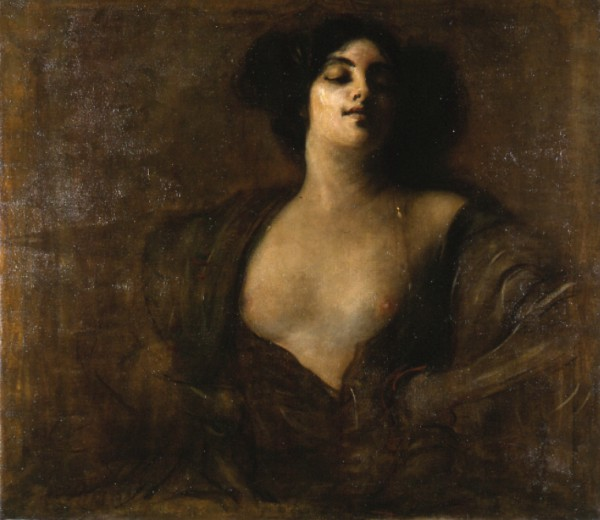
Гетера, 1906

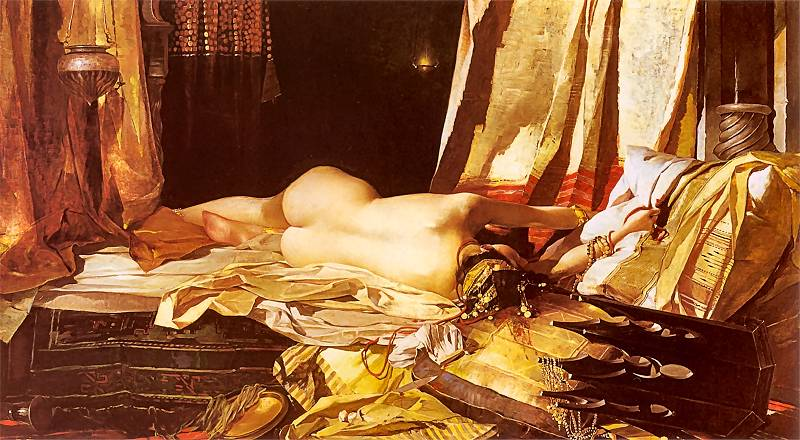
За наказом падишаха, 1881
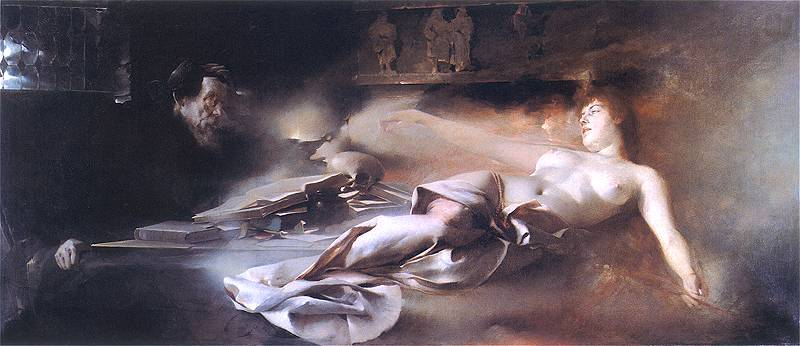
Видіння Фауста, 1890

## Виставкова діяльність
Роботи митця експонувались на виставках у Львові (1880—1882, 1910), Варшаві, Кракові, Парижі, Лондоні, Чикаго, Сан-Франциско. Персональна виставка автора пройшла посмертно у 1911 році у Варшаві. Окремі твори зберігаються у Львівській галереї мистецтв.